# Batracharta chariessa
Batracharta chariessa är en fjärilsart som beskrevs av Louis Beethoven Prout 1928. Batracharta chariessa ingår i släktet Batracharta och familjen nattflyn. Inga underarter finns listade i Catalogue of Life.